# ビラリョンガ・ダル・カム
ビラリョンガ・ダル・カム（Vilallonga del Camp）は、スペイン・カタルーニャ州タラゴナ県にあるムニシピオ（基礎自治体）。タラグネス郡に属している。2012年の人口は2,204人。自治体公式名称はカタルーニャ語のVilallonga del Camp、カスティーリャ語による名称はVilallonga del Campo（ビラリョンガ・デル・カンポ）、または単にVillalonga（ビジャロンガ）。 

## 歴史
この地についての現存する最古の記録は1174年のものである。アラゴン王フアン1世がタラゴナ大司教にこの集落を売却する1391年までは王家の所領であった。その後、この地はムントゥリウ（Montoliu）家の手に渡り、14世紀末まで続いた。17世紀にはダルマサス（Dalmases）家の所領となり、1710年にはこの地の領主であったパウ・イグナーシ・ダ・ダルマサス・イ・ロック（Pau Ignasi de Dalmases i Roc）はカール大公によってビラリョンガ侯爵に叙された。

## 人口
| ビラリョンガ・ダル・カムの人口推移 1900－2010           |
|                                                         |
| 出典:INE（スペイン国立統計局）1900年 - 1991年、1996年 - |

## 政治
自治体首長は集中と統一（CiU）のフランセスク・シャビエー・アルマンゴル・イ・ムンネー（Francesc Xavier Armengol i Monné）、自治体評議員は、カタルーニャ共和主義左翼（ERC）：3、集中と統一：3、カタルーニャ国民党（PPC）：2、カタルーニャ社会主義者党（PSC）：1となっている（（2011年5月22日の自治体選挙結果、得票順）。
| 1999年6月13日自治体選挙 |        |        |          |
| 政党                    | 得票数 | 得票率 | 獲得議席 |
| CiU                     | 272    | 35.23% | 3        |
| PP                      | 214    | 27.72% | 3        |
| PSCPMC                  | 153    | 19.82% | 2        |
| ERC-AM                  | 118    | 15.28% | 1        |

| 2003年5月25日自治体選挙 |        |        |          |
| 政党                    | 得票数 | 得票率 | 獲得議席 |
| CiU                     | 261    | 31.71% | 3        |
| PSC-PM                  | 255    | 30.98% | 3        |
| PP                      | 203    | 24.67% | 2        |
| ERC-AM                  | 84     | 10.21% | 1        |

| 2007年5月27日自治体選挙 |        |        |          |
| 政党                    | 得票数 | 得票率 | 獲得議席 |
| CiU                     | 256    | 30.22% | 3        |
| ERC-AM                  | 225    | 26.56% | 3        |
| PSC-PM                  | 223    | 26.33% | 2        |
| PP                      | 120    | 14.17% | 1        |

| 2011年5月22日自治体選挙 |        |        |          |
| 政党                    | 得票数 | 得票率 | 獲得議席 |
| ERC-AM                  | 302    | 29.78% | 3        |
| CiU                     | 296    | 29.19% | 3        |
| PP                      | 189    | 18.64% | 2        |
| PSC-PM                  | 187    | 18.44% | 1        |

## 文化

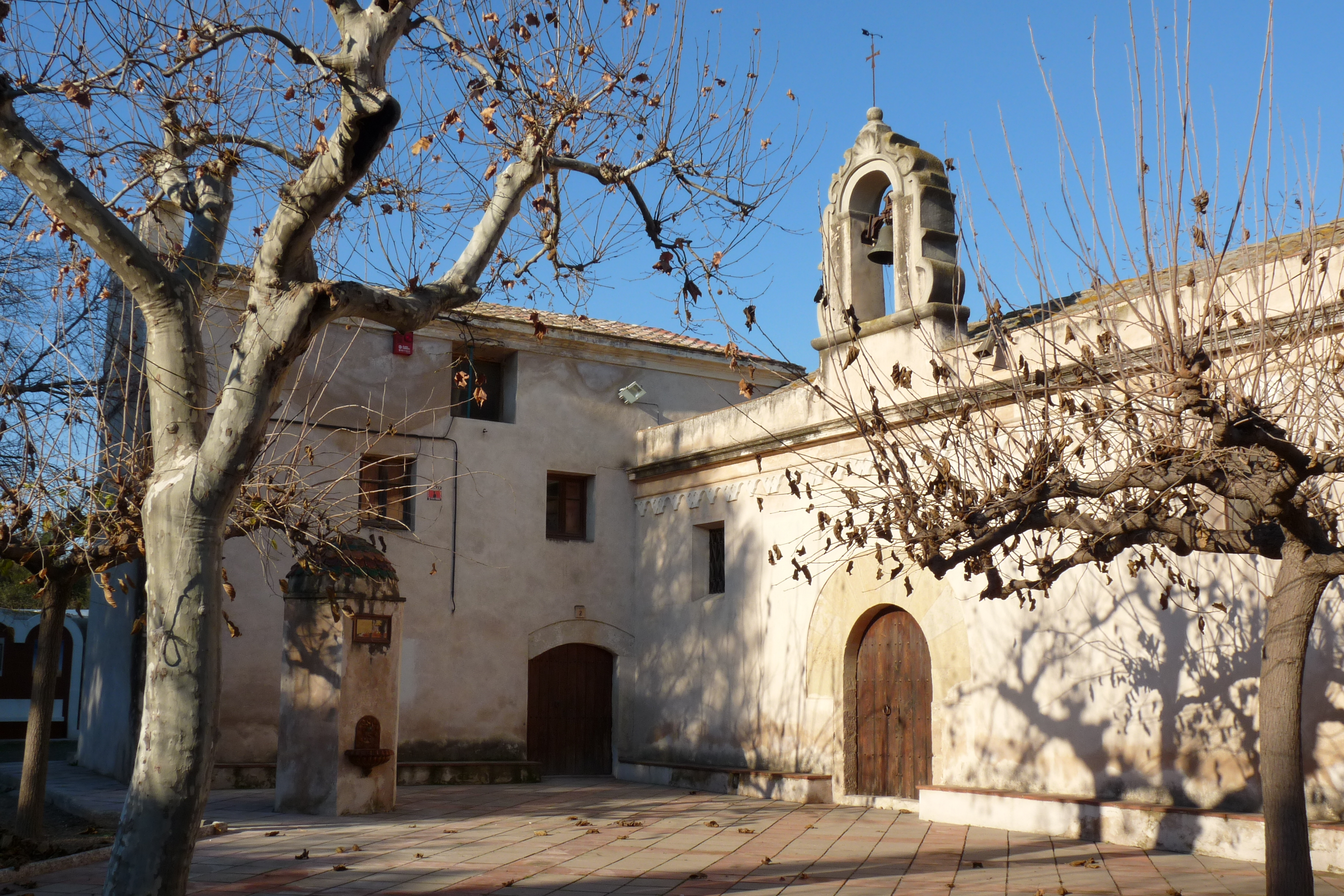
マラ・ダ・デウ・ダル・ルゼー・ダ・ビリャロンガ・ダル・カム礼拝堂

教区教会はサン・マルティーに献呈されている。建物は17世紀の建造で、新古典様式で、正面ファサードは未完に終わっている。入口の上部には聖人が貧者とそのマントを分かち合っているレリーフが掲げられている。コルニスには三角形の破風があり、それはコリント式の柱頭を持つ4つの柱によって支えられている。
集落のはずれにはルゼーの聖母（Mare de Déu del Roser）に捧げられた礼拝堂があり、その入り口のひとつにはかつての城壁が残されている。

## 経済
ビラリョンガ・ダル・カムの主要な経済活動は農業で、セイヨウハシバミ（ヘーゼルナッツ）、ブドウ、アーモンド、オリーブ、イナゴマメなどが栽培されている。